# Chiesa di San Benedetto (Napoli)
La chiesa di San Benedetto sorge in via Arco Mirelli 27, a Napoli.

## Storia e descrizione
La struttura religiosa venne eretta intorno ad un piccolo monastero benedettino; quest'ultimo veniva adoperato dai religiosi come "sanatorio" (i frati credevano che al suo interno vi fosse una particolare aria che tranquillizzasse l'animo).
Si suppone che la chiesa sia stata eretta nel XVI secolo; in seguito, ha subito vari rimaneggiamenti barocchi, all'esterno sono visibili caratteri ottocenteschi. L'edificio di culto è stato recentemente sottoposto ad un radicale restauro. Le uniche opere d'arte di valore conservate in questa chiesa sono due tele di Nicola Malinconico (una Crocifissione e una Madonna con il Bambino e santi benedettini).

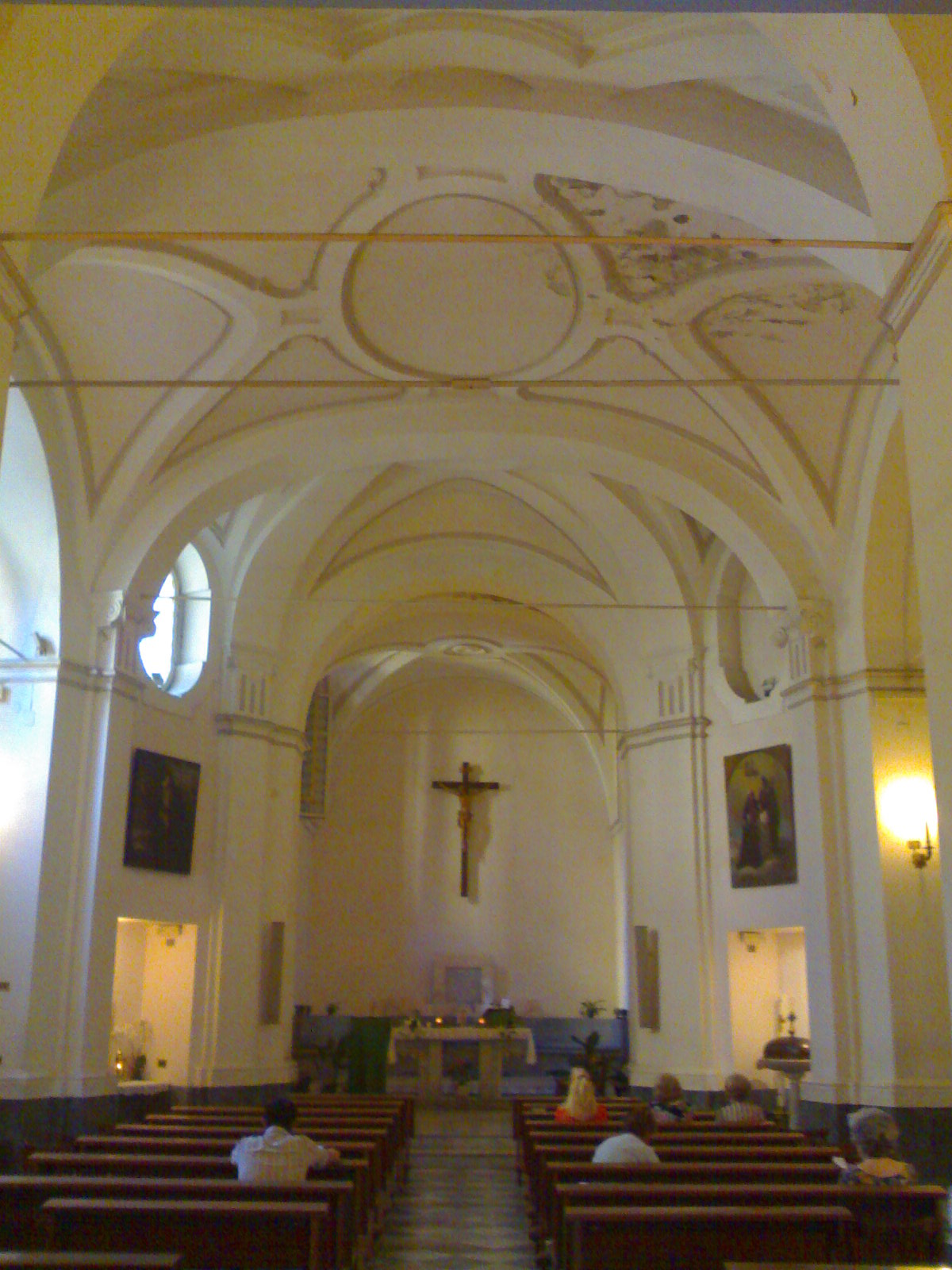
L'austero interno